# ايد أومارو
ايد أومارو (بالفرنسية: Idé Oumarou)‏ (1937 - 2002) دبلوماسي نيجري شغل عدة مناصب في حياته منها منصب سفير نيجيريا لدى الأمم المتحدة بين عامي 1980 - 1983  وشغل منصب وزير الخارجية بين عامي 1983 - 1985 وكان الامين العام لمنظمة الوحدة الأفريقية بين عامي 1985 - 1989.